# Сан-Маркуш (Синтра)
Сан-Маркуш (порт. São Marcos) — район (фрегезия) в Португалии, входит в округ Лиссабон. Является составной частью муниципалитета Синтра. Находится в составе крупной городской агломерации Большой Лиссабон. По старому административному делению входил в провинцию Эштремадура. Входит в экономико-статистический субрегион Большой Лиссабон, который входит в Лиссабонский регион. Население составляет 17 412 человека на 2011 год.
Покровителем района считается Апостол Марк (порт. São Marcos).